# Tour por Argentina 2001-2002
Es la tercera gira que realizó la banda de thrash metal argentino Malón. Comenzó el 22 de septiembre de 2001 y terminó el 29 de noviembre de 2002. Es la primera y única gira con Eduardo Ezcurra, que entró a la banda en reemplazo de Claudio O'Connor, que se negó a formar parte del regreso. Recorrieron toda la Argentina, destacándose así el show que dieron en la discoteca Cemento. También ocurrió la grabación de un EP de la banda, que contiene solamente 5 temas. Tras recorrer la Argentina, ni este álbum ni la reunión de la banda tienen éxito, por lo cual se anuncia su separación y no volvieron a tocar hasta 2011, ya con Claudio O'Connor otra vez en la banda.

## Gira

### 2001
La gira dio comienzo el 22 de septiembre de 2001 en Cemento, siendo este el primer concierto con Eduardo Ezcurra como cantante. Los días 24, 25 y 26 de septiembre dieron tres shows en el estadio de All Boys, donde tocó Rata Blanca en 1988 y 1991 y Los Piojos en 1998 y 1999. Luego dieron un show en el Teatro de la Ranchería. El 29 y 30 de septiembre dieron dos recitales en el Teatro Gran Rex de Mendoza. Allí repasaron gran parte de los temas de Hermética, y algunos clásicos de Malón. Después de ese doblete, partieron rumbo hacia Catamarca, dando un concierto en el estadio Sportivo Villa Cubas el 2 de octubre. Al día siguiente dieron un recital en el Centro de Expresiones Contemporáneas de Rosario. Luego tocaron en el estadio de Huracán de Tres Arroyos, donde tocó Rata Blanca en 1991 y La Renga lo haría en 2004. El recital tuvo lugar el 4 de octubre. El 5 y 6 de octubre tocaron en el estadio Atenas de La Plata. El 8 de octubre comenzaron su gira por el sur argentino, cuya primera sede fue el estadio de Olimpo. Después siguieron por Comodoro Rivadavia, Viedma y Trelew entre el 9 y 12 de octubre. La primera sede fue el estadio de Huracán, y las otras dos fueron el estadio Cayetano Arias y el estadio de Racing Club. Luego volvieron a Buenos Aires para tocar en el Teatro Gran Rivadavia. Los shows tuvieron lugar el 14 y 15 de octubre. Después siguieron con un show en el estadio de Banfield. Después hicieron una gira por el noroeste argentino, con fechas del 17 de octubre en el estadio Central Córdoba, el 18 de octubre en el estadio Luis Maiolino, el 19 de octubre en el estadio de Gimnasia y Tiro, el 20 de octubre en el estadio de Gimnasia de Jujuy y el 21 de octubre en el Teatro 25 de Mayo de Santiago del Estero. Volvieron a Rosario para tocar en el estadio de Rosario Central el 22 y 23 de octubre. Dos días después tocaron en el estadio de Los Andes. Después dieron una gira por la Zona Oeste entre el 26 de octubre y el 1 de noviembre. Las sedes fueron el estadio de Nueva Chicago, el Club Muñiz, el estadio de Deportivo Merlo, el estadio de Morón y otros lugares más. El 4 de noviembre tocaron en el estadio Unión y Progreso, para luego dar un recital en el Cine Teatro Francés al día siguiente. Después dieron dos shows en el estadio de Platense los días 7 y 8 de noviembre. Allí iba a tocar La Renga en noviembre de 1999, pero la banda no pudo y tuvieron que tocar en el estadio de Huracán. Después, dieron 4 funciones seguidas en el estadio de Godoy Cruz. Los shows se desarrollaron el 10, 11, 12 y 13 de noviembre. Al tiempo, tocaron en el estadio de Sarmiento de Junín. El show se desarrolló el 15 de noviembre. Al día siguiente tocaron en el estadio de Deportivo Español. Después dieron dos shows en el estadio de Atlanta, donde lo hizo La Renga en 1997 y 1998. Los shows tuvieron lugar el 18 y 19 de noviembre. Después hicieron de la partida en el Balneario Don Roque de Santa Fe. Después volvieron nuevamente al estadio de Talleres los días 21 y 22 de noviembre, en donde habían tocado en 1997 en su Tour Justicia o Resistencia. Entre el 23 y 30 de noviembre dieron shows otra vez por el sur de Buenos Aires. Las sedes fueron el estadio de Lanús, el estadio de Quilmes, el estadio de Defensa y Justicia y otros lugares más. El 1 de diciembre tocaron en el estadio de Huracán de Corrientes. Luego tocaron en el estadio Ruca Che (2 de diciembre), en el estadio de Deportivo Armenio (4 de diciembre), en la filial entrerriana de Vélez Sarsfield (5 de diciembre). Los días 7, 8 y 9 de diciembre hicieron tres shows en la discoteca Costa Chaval, y el 11 de diciembre tocaron en el Anfiteatro Municipal Pedro Carossi. El 14 de diciembre tocaron en Tornado Rock, y dos días después, la banda hace lo suyo en Nodo Disco. El 17 de diciembre tocaron en el Club Universitario, ya de regreso a Bahía Blanca., y después dieron tres shows en el estadio Real Arroyo Seco para despedir el año. Allí iban a tocar Los Redondos en 1996 pero no pudo ser. Así despidieron el año.

### 2002
Comienzan un nuevo año con dos shows el 9 y 10 de enero en el estadio de Aldosivi, y el 12 de enero tocaron en el Club Huracán de Necochea. El 14 de enero tocaron en el Teatro Español de Azul, y después tocaron dos veces en el Club Estudiantes de Olavarría. El 19 de enero hacen lo suyo en el Club Itapúa de Posadas, para luego dar un show en el estadio de Temperley. Dos días después, la banda toca en el Autocine de Villa Gesell. El 25 de enero tocaron en el Estadio Pacífico de Mendoza. Al día siguiente tocaron en el Club Sarmiento de Resistencia. Dos días después tocaron en la Sala del Libertador. El 2 de febrero tocaron en el estadio Germinal de Rawson, y al día siguiente en el Club All Boys de Santa Rosa. El 5 de febrero tocaron en el estadio del Cincuentenario. Al día siguiente volvieron a Rosario para dar un show en el estadio Central Córdoba. Luego tocaron en el Teatro Costa Magna. Al día siguiente tocaron en el estadio de Deportivo Riestra, y luego en el estadio de Atlas. El 12 de febrero tocaron en el estadio de Independiente Rivadavia, donde lo hizo Rata Blanca en 1991 y No Te Va Gustar en 2000. El 14 de febrero tocaron en el estadio de San Martín de Tucumán, y dos días después en la Unión Ferroviaria. El 17 de febrero dieron un recital en el estadio de Estudiantes, y después en el estadio de Boca Unidos. Al día siguiente tocaron en el Club Unión de Villa Krause. El 21 de febrero dieron un show en el estadio de Almirante Brown. El 23 de febrero hicieron de la partida en el Teatro Coliseo de Lomas de Zamora, y al día siguiente en el estadio de Tigre. El día 26 de febrero tocaron en el estadio de Tristán Suárez, donde lo hizo La Renga en el año 1996 en su segunda gira en Argentina. El 28 de febrero dieron un show en Flight City Disco. El 2 de marzo volvieron nuevamente a Cemento, donde regresaron con Eduardo Ezcurra como líder de la banda tras la salida de Claudio O'Connor y su posterior negación a formar parte del regreso de la banda. El 4 de marzo volvieron al sur argentino con un concierto en el Microestadio Juan Bautista Rocha. Al día siguiente volvieron a Buenos Aires para dar un recital en el estadio de Sportivo Italiano. El 6 de marzo, la banda tocó en el estadio de Atlético Rafaela. Después hicieron de la partida en el Anfiteatro Municipal de Villa Regina. El 8 de marzo tocaron en el Club Gimnasia y Esgrima de Comodoro Rivadavia. Dos días después tocaron en el Estadio Centro de Chivilcoy, y luego en el estadio de San Martín de San Juan. El 13 de marzo tocaron en la Sala Club Centenario de Pergamino, y después hicieron de la partida en el Domo del Centenario. El 15 de marzo tocaron en la Plaza Próspero Molina, donde habitualmente se realizaba el legendario festival Cosquín Rock. Tres días después tocaron en la filial pilarense de La Trastienda Club. El 20 de marzo tocaron en el estadio de San Miguel, donde tocó Rata Blanca en 1991 y lo volvió a hacer en 2006. Al día siguiente siguieron su gira en el estadio de Sportivo Patria. El 23 de marzo tocaron en el Club Caja Popular, y después en el Complejo Gustavo Sandoval. El 26 de marzo dieron un concierto en el Teatro Provincial de Salta. Al día siguiente tocaron por primera vez en Hangar. Al día siguiente volvieron a tocar en el estadio de Deportivo Riestra. Luego tocaron dos veces en el Teatro Don Bosco de San Isidro. Al mes siguiente sale el mini disco de la banda titulado El EP, y contiene sólo 5 temas, que son los siguientes: Razones conscientes, Deshumanizado, Pálidas noches, Tendencias y una renovada versión del tema Nido de almas, editada originalmente con Claudio O'Connor como cantante de la banda en el álbum Justicia o resistencia de 1996. El 2 de abril, a 20 años de la Guerra de Malvinas, la banda toca en El Teatro. Dos días después tocaron en el estadio Mario Alberto Kempes, y al día siguiente en el estadio de Instituto. El 7 de abril tocaron en el estadio de Desamparados, donde lo hicieron alguna vez Rata Blanca y La Renga. Al día siguiente tocaron en el Teatro Gran Rivadavia, donde habían tocado el año anterior. Dos días después hicieron de la partida en el Anfiteatro Parque Sur de Santa Fe. El 11 de abril dieron un show en el Club Olímpicos, para luego brindar dos shows en el estadio Atenas. El 15 de abril volvieron otra vez al estadio de Huracán. Al día siguiente se presentaron después de 5 años en el Anfiteatro Manuel Antonio Ramírez. El 18 de abril, la banda tocó en el estadio de Huracán de Comodoro Rivadavia. El 20 de abril, la banda toca en el Gimnasio Megahexágono. Al día siguiente tocaron en el estadio Municipal Juan Domingo Perón. El 23 de abril tocaron en el Estadio Municipal de Junín de los Andes. El 24 de abril tocaron en el estadio Jorge Arín, y después en el estadio de Estudiantes, y dan dos shows en Tandil los días 28 y 29 de abril, en el Teatro Cervantes y el estadio José de San Martín. El 1 de mayo tocaron en el Gimnasio Municipal N°1, y después durante dos fechas seguidas en el Parque Sarmiento. El 6 de mayo tocaron en la Sociedad Rural, ya de regreso a Rosario. Al día siguiente tocaron en el estadio Villa Luján. El 9 de mayo tocaron en el estadio de San Telmo. Al día siguiente dieron un concierto en el estadio Antonio Romero. El 12 de mayo dieron un recital en el Club Itapúa. Dos días después dieron un recital en el Club Huracán de Ingeniero White, y el 16 de mayo tocaron nuevamente en el estadio de Banfield, donde lo hizo Rata Blanca en 1991 y 10 años después Malón. El 18 de mayo dieron un concierto en el estadio de Central Córdoba, y al día siguiente en el Campo Argentino de Polo. El 21 de mayo tocaron en Museum, mientras que dos días después dieron un concierto en la filial entrerriana de Vélez Sarsfield. Al día siguiente tocaron en Hangar, y luego en el Club Juventud Unida. El 28 de mayo, la banda tocó en el estadio de Huracán de Corrientes. El 30 de mayo volvieron al estadio de Guaraní Antonio Franco. El 1 de junio dieron un concierto en el Estadio del Centro de La Rioja. Al día siguiente dieron un nuevo concierto en el Estadio Atenas. El 4 de junio tocaron en el Estadio Socios Fundadores, y dos días después en el Teatro Coliseo de Zárate. Al día siguiente dieron un concierto en Tribus Bar y Arte de Santa Fe. El 8 de junio dieron un concierto en El Teatro, una semana antes del regreso de Rata Blanca a ese mismo recinto. Al día siguiente tocaron en la filial entrerriana de Ferro. El 11 de junio tocaron en el Teatro de la Ranchería, y el 13 de junio en Acrópolis Megadisco. El 14 de junio, la banda regresó a La Plata para dar un concierto en el estadio Polideportivo de Gimnasia. Dos días después, la banda dio un nuevo concierto en el Club Estudiantes de Bahía Blanca, y el 18 de junio tocaron en el Teatro Cervantes. El 20 de junio tocaron en el estadio Racing Club de Olavarría. El 22 de junio, la banda hizo lo suyo en el Anfiteatro Griego Chacho Santa Cruz. El 24 de junio tocaron en el estadio de San Martín, y dos días después en el estadio Ruca Che. Siguieron su gira por el sur argentino con un concierto en el estadio de Huracán de Comodoro Rivadavia. El 30 de junio hicieron lo propio en el estadio de Guillermo Brown. El 1 de julio dieron un recital en la filial fueguina del Real Madrid. Dos días después dan un recital en el estadio Andes Talleres. El 5 de julio dieron un concierto en el estadio Parque de Mayo. El 7 de julio tocaron en María Libre, y el 9 de julio en la filial mendocina del Teatro Gran Rex. El 10 de julio brindaron un recital en el Viejo Mercado. El 12 de julio detonaron el estadio de Villa Dálmine. El día 14 de julio, la banda dio un concierto en el Estadio Municipal de Comodoro Rivadavia. Los días 15 y 16 de julio dieron dos shows en el Club El Expreso, y luego tocaron en el Club Bomberos Voluntarios, cuyo recital se desarrolló el 18 de julio, y al día siguiente se presentaron en la filial de Vélez en Tres Isletas. El 21 de julio tocaron en el Club Regatas, y al día siguiente tocaron en el Teatro de Verano, de regreso a Uruguay después de un tiempo. Los días 24 y 25 de julio dieron dos conciertos en la filial de Santa Rosa del Club Atlético All Boys. El 27 de julio tocaron en el Anfiteatro de la Juventud. Al día siguiente dieron un show en el estadio de Defensores de Belgrano, cerca del estadio de River. El 30 de julio regresaron a Rosario para dar otro nuevo concierto en la Sociedad Rural, hasta que luego dieron un nuevo concierto en el estadio de Rafaela. Al día siguiente tocaron en el Estadio Centro, y el 4 de agosto tocaron en el Anfiteatro Manuel Antonio Ramírez. El 6 de agosto tocaron en el estadio de San Miguel. El día 8 tocaron en el estadio de Sportivo Belgrano, y después en la Nueva Vecinal Fénix. El 12 de agosto dieron un concierto en el Anfiteatro Municipal Pedro Carossi, y al día posterior regresaron nuevamente a Cemento. El 15 y 16 de agosto dieron dos conciertos en el Teatro Don Bosco de Bahía Blanca. El día 17 de agosto tocaron en el Teatro Arpegios. El 19 de agosto dieron un concierto en el estadio de Atlético Tucumán. El 21 y 22 de agosto tocaron en el Teatro Coliseo Podestá de La Plata, y el 24 de agosto dieron un concierto en el Club General Belgrano. El 26 de agosto tocaron en la filial chacabuquense de River Plate. El 28 de agosto hicieron de la partida en la Plaza Central de Clorinda, donde tocó Soda Stereo en 1990 durante su Gira Animal. El 30 de agosto volvieron a Mar del Plata para dar un concierto en el Teatro Tronador, para luego volver al estadio de All Boys los días 1, 2 y 3 de septiembre. El 5 y 6 de septiembre dieron dos shows a lleno total en el Microestadio Argentino de Quilmes. El 8 y 10 de septiembre dieron dos shows en Tucumán, que tuvieron lugar en el estadio de San Martín y el Teatro San Martín. El 12 de septiembre tocaron en el Coloso de Ruca Quimey, y dos días después en el Club Almirante Brown de Arrecifes. El 16 de septiembre, la banda tocó por primera vez en L'etoile, donde lo han hecho varias bandas de rock argentino. El 18 de septiembre dieron un concierto en La Vieja Usina. El 20 de septiembre tocaron en el Teatro Español de Saladillo. El día 22 de septiembre tocaron en el Estadio Juan Gilberto Funes. El 24 de septiembre volvieron a Jujuy para tocar en el Estadio Federación. El 26 de septiembre dieron un recital en el Anfiteatro Municipal de Villa Regina. El 28 de septiembre tocan por primera vez en el Teatro Arlequines, y el 30 de septiembre en el Salón Pueyrredón. Los días 2 y 3 de octubre dieron dos conciertos en el Centro Municipal de Exposiciones, y el 5 de octubre tocaron en el Teatro Astros. Dos días después, la banda toca en el Estadio Luis Maiolino, y el 9 de octubre tocaron en el Club Huracán de Mar del Plata. Dos días después tocaron en el Estadio Polideportivo Islas Malvinas. El 13, 14 y 15 de octubre, la banda da tres shows a sala llena en el Microestadio de Racing, donde habían tocado anteriormente Los Redondos en 1992 (17, 18 y 19 de julio) y Los Piojos en 1997 (18 y 19 de julio) y después lo haría Rata Blanca para la presentación de La llave de la puerta secreta en 2005 (15 de diciembre). Luego dieron tres conciertos en el Microestadio de Lanús. El 21 de octubre, la banda da un concierto en Jesse James, y después tocan el Club Gimnasia y Esgrima de Santa Fe. Los días 25 y 26 de octubre hicieron un doblete en el Teatro Gran Rex

## Conciertos
| Fecha                    | Ciudad       | País      | Recinto                |
| ------------------------ | ------------ | --------- | ---------------------- |
| 22 de septiembre de 2001 | Buenos Aires | Argentina | Cemento                |
| 24 de septiembre de 2001 | Buenos Aires | Argentina | Estadio All Boys       |
| 25 de septiembre de 2001 | Buenos Aires | Argentina | Estadio All Boys       |
| 26 de septiembre de 2001 | Buenos Aires | Argentina | Estadio All Boys       |
| 27 de septiembre de 2001 | Junín        | Argentina | Teatro de la Ranchería |
| 29 de septiembre de 2001 | Mendoza      | Argentina | Teatro Gran Rex        |
| 30 de septiembre de 2001 | Mendoza      | Argentina | Teatro Gran Rex        |

- 22/09/2001 - Cemento, Buenos Aires
- 24/09/2001 - Estadio All Boys, Buenos Aires
- 25/09/2001 - Estadio All Boys, Buenos Aires
- 26/09/2001 - Estadio All Boys, Buenos Aires
- 27/09/2001 - Teatro de la Ranchería, Junín
- 29/09/2001 - Teatro Gran Rex, Mendoza
- 30/09/2001 - Teatro Gran Rex, Mendoza
- 02/10/2001 - Club Sportivo Villa Cubas, Catamarca
- 03/10/2001 - Centro de Expresiones Contemporáneas, Rosario
- 04/10/2001 - Estadio Huracán, Tres Arroyos
- 05/10/2001 - Estadio Atenas, La Plata
- 06/10/2001 - Estadio Atenas, La Plata
- 08/10/2001 - Estadio Roberto Natalio Carminatti, Bahía Blanca
- 09/10/2001 - Estadio Huracán, Comodoro Rivadavia
- 10/10/2001 - Estadio Cayetano Arias, Viedma
- 12/10/2001 - Estadio Racing Club, Trelew
- 14/10/2001 - Teatro Gran Rivadavia, Buenos Aires
- 15/10/2001 - Teatro Gran Rivadavia, Buenos Aires
- 16/10/2001 - Estadio Florencio Sola, Banfield
- 17/10/2001 - Estadio Central Córdoba, Tucumán
- 18/10/2001 - Estadio Luis Maiolino, General Roca
- 19/10/2001 - Estadio Gimnasia y Tiro, Salta
- 20/10/2001 - Estadio Gimnasia y Esgrima, Jujuy
- 21/10/2001 - Teatro 25 de Mayo, Santiago del Estero
- 22/10/2001 - Estadio Gigante de Arroyito, Rosario
- 23/10/2001 - Estadio Gigante de Arroyito, Rosario
- 25/10/2001 - Estadio Eduardo Gallardón, Lomas de Zamora
- 26/10/2001 - Estadio Nueva Chicago, Buenos Aires
- 27/10/2001 - Club Muñiz, San Miguel
- 28/10/2001 - Estadio José Manuel Moreno, Merlo
- 29/10/2001 - Estadio Francisco Urbano, Morón
- 31/10/2001 - Estadio Alfredo Ramos, Buenos Aires
- 01/11/2001 - Estadio Villa Dálmine, Campana
- 04/11/2001 - Club Unión y Progreso, Tandil
- 05/11/2001 - Cine Teatro Francés, Rojas
- 07/11/2001 - Estadio Ciudad de Vicente López, Vicente López
- 08/11/2001 - Estadio Ciudad de Vicente López, Vicente López
- 10/11/2001 - Estadio Feliciano Gambarte, Mendoza
- 11/11/2001 - Estadio Feliciano Gambarte, Mendoza
- 12/11/2001 - Estadio Feliciano Gambarte, Mendoza
- 13/11/2001 - Estadio Feliciano Gambarte, Mendoza
- 15/11/2001 - Estadio Eva Perón, Junín
- 16/11/2001 - Estadio Nueva España, Buenos Aires
- 18/11/2001 - Estadio Atlanta, Buenos Aires
- 19/11/2001 - Estadio Atlanta, Buenos Aires
- 20/11/2001 - Balneario Don Roque, Santa Fe
- 21/11/2001 - Estadio Francisco Cabasés, Córdoba
- 22/11/2001 - Estadio Francisco Cabasés, Córdoba
- 23/11/2001 - Estadio Ciudad de Lanús, Lanús
- 24/11/2001 - Estadio Quilmes, Quilmes
- 26/11/2001 - Estadio Norberto Tomaghello, Gobernador Costa
- 28/11/2001 - Teatro El Refugio, Banfield
- 29/11/2001 - Estadio Julio Grondona, Sarandí
- 30/11/2001 - Estadio Racing Club, Avellaneda
- 01/12/2001 - Estadio Huracán, Corrientes
- 02/12/2001 - Estadio Ruca Che, Neuquén
- 04/12/2001 - Estadio Armenia, Ingeniero Maschwitz
- 05/12/2001 - Club Vélez Sarsfield, Chajarí
- 07/12/2001 - Costa Chaval, Concordia
- 08/12/2001 - Costa Chaval, Concordia
- 09/12/2001 - Costa Chaval, Concordia
- 11/12/2001 - Anfiteatro Municipal Pedro Carossi, Baradero
- 14/12/2001 - Tornado Rock, José C. Paz
- 16/12/2001 - Nodo Disco, San Miguel
- 17/12/2001 - Club Universitario, Bahía Blanca
- 19/12/2001 - Club Real Arroyo Seco, Arroyo Seco
- 20/12/2001 - Club Real Arroyo Seco, Arroyo Seco
- 21/12/2001 - Club Real Arroyo Seco, Arroyo Seco
- 09/01/2002 - Estadio José María Minella, Mar del Plata
- 10/01/2002 - Estadio José María Minella, Mar del Plata
- 12/01/2002 - Club Huracán, Necochea
- 14/01/2002 - Teatro Español, Azul
- 16/01/2002 - Club Estudiantes, Olavarría
- 17/01/2002 - Club Estudiantes, Olavarría
- 19/01/2002 - Club Itapúa, Posadas
- 21/01/2002 - Estadio Alfredo Beranger, Temperley
- 23/01/2002 - Autocine, Villa Gesell
- 25/01/2002 - Estadio Pacífico, Mendoza
- 27/01/2002 - Club Ferro Carril Oeste, Concordia
- 28/01/2002 - Club Sarmiento, Resistencia
- 30/01/2002 - Sala del Libertador, Viedma
- 02/02/2002 - Estadio Germinal, Rawson
- 03/02/2002 - Club All Boys, Santa Rosa
- 05/02/2002 - Estadio del Cincuentenario, Formosa
- 06/02/2002 - Estadio Central Córdoba, Rosario
- 07/02/2002 - Teatro Costa Magna, La Plata
- 08/02/2002 - Estadio Guillermo Laza, Villa Soldati
- 10/02/2002 - Estadio Ricardo Puga, General Rodríguez
- 12/02/2002 - Estadio Bautista Gargantini, Mendoza
- 14/02/2002 - Estadio La Ciudadela, Tucumán
- 16/02/2002 - Unión Ferroviaria, La Banda
- 17/02/2002 - Estadio Ciudad de Caseros, Caseros
- 18/02/2002 - Estadio Boca Unidos, Corrientes
- 19/02/2002 - Club Unión, Villa Krause
- 21/02/2002 - Estadio Almirante Brown, Isidro Casanova
- 23/02/2002 - Teatro Coliseo, Lomas de Zamora
- 24/02/2002 - Estadio José Dellagiovanna, Victoria
- 26/02/2002 - Estadio 20 de Octubre, Tristán Suárez
- 28/02/2002 - Flight City Disco, Ramos Mejía
- 02/03/2002 - Cemento, Buenos Aires
- 04/03/2002 - Estadio Juan Bautista Rocha, Río Gallegos
- 05/03/2002 - Estadio República de Italia, Ciudad Evita
- 06/03/2002 - Estadio Nuevo Monumental, Rafaela
- 07/03/2002 - Anfiteatro Municipal, Villa Regina
- 08/03/2002 - Club Gimnasia y Esgrima, Comodoro Rivadavia
- 10/03/2002 - Estadio Centro, Chivilcoy
- 11/03/2002 - Estadio Ingeniero Hilario Sánchez, San Juan
- 13/03/2002 - Sala Club Centenario, Pergamino
- 14/03/2002 - Domo del Centenario, Resistencia
- 15/03/2002 - Plaza Próspero Molina, Cosquín
- 18/03/2002 - La Trastienda Club, Pilar
- 20/03/2002 - Estadio San Miguel, San Miguel
- 21/03/2002 - Estadio Sportivo Patria, Formosa
- 23/03/2002 - Caja Popular, Tucumán
- 24/03/2002 - Complejo Gustavo Sandoval, Jujuy
- 26/03/2002 - Teatro Provincial, Salta
- 27/03/2002 - Hangar, Buenos Aires
- 28/03/2002 - Estadio Guillermo Laza, Villa Soldati
- 30/03/2002 - Teatro Don Bosco, San Isidro
- 31/03/2002 - Teatro Don Bosco, San Isidro
- 02/04/2002 - El Teatro, Buenos Aires
- 04/04/2002 - Estadio Mario Alberto Kempes, Córdoba
- 05/04/2002 - Estadio Juan Domingo Perón, Córdoba
- 07/04/2002 - Estadio Desamparados, San Juan
- 08/04/2002 - Teatro Gran Rivadavia, Buenos Aires
- 10/04/2002 - Anfiteatro Parque Sur, Santa Fe
- 11/04/2002 - Club Olímpicos, La Banda
- 12/04/2002 - Estadio Atenas, La Plata
- 13/04/2002 - Estadio Atenas, La Plata
- 15/04/2002 - Estadio Huracán, Tres Arroyos
- 16/04/2002 - Anfiteatro Manuel Antonio Ramírez, Posadas
- 18/04/2002 - Estadio Huracán, Comodoro Rivadavia
- 20/04/2002 - Gimnasio Megahexágono, Las Grutas
- 21/04/2002 - Estadio Municipal Juan Domingo Perón, Caleta Olivia
- 23/04/2002 - Estadio Municipal, Junín de los Andes
- 24/04/2002 - Estadio Jorge Arín, Cañuelas
- 26/04/2002 - Estadio El Coliseo, San Luis
- 28/04/2002 - Estadio José de San Martín, Tandil
- 29/04/2002 - Teatro Cervantes, Tandil
- 01/05/2002 - Gimnsio Municipal Nº 1, Trelew
- 03/05/2002 - Parque Sarmiento, Buenos Aires
- 04/05/2002 - Parque Sarmiento, Buenos Aires
- 06/05/2002 - Sociedad Rural, Rosario
- 07/05/2002 - Estadio Villa Luján, Tucumán
- 09/05/2002 - Estadio Dr. Osvaldo Baletto, Buenos Aires
- 10/05/2002 - Estadio Antonio Romero, Formosa
- 12/05/2002 - Club Itapúa, Posadas
- 14/05/2002 - Club Huracán, Ingeniero White
- 16/05/2002 - Estadio Florencio Sola, Banfield
- 18/05/2002 - Estadio Central Córdoba, Rosario
- 19/05/2002 - Campo Argentino de Polo, Buenos Aires
- 21/05/2002 - Museum, Buenos Aires
- 23/05/2002 - Club Vélez Sarsfield, Chajarí
- 24/05/2002 - Hangar, Buenos Aires
- 26/05/2002 - Club Juventud Unida, Gualeguaychú
- 28/05/2002 - Estadio Huracán, Corrientes
- 30/05/2002 - Estadio Guaraní Antonio Franco, Posadas
- 01/06/2002 - Estadio del Centro, La Rioja
- 02/06/2002 - Estadio Atenas, La Plata
- 04/06/2002 - Estadio Socios Fundadores, Comodoro Rivadavia
- 06/06/2002 - Teatro Coliseo, Zárate
- 07/06/2002 - Tribus Bar y Arte, Santa Fe
- 08/06/2002 - El Teatro, Colegiales
- 09/06/2002 - Club Ferro Carril Oeste, Concordia
- 11/06/2002 - Teatro de la Ranchería, Junín
- 13/06/2002 - Acrópolis Megadisco, Jujuy
- 14/06/2002 - Polideportivo Gimnasia y Esgrima, La Plata
- 16/06/2002 - Club Estudiantes, Bahía Blanca
- 18/06/2002 - Teatro Cervantes, Tandil
- 20/06/2002 - Estadio Racing Club, Olavarría
- 22/06/2002 - Anfiteatro Griego Chacho Santa Cruz, San Rafael
- 24/06/2002 - Estadio Ingeniero Hilario Sánchez, San Juan
- 26/06/2002 - Estadio Ruca Che, Neuquén
- 28/06/2002 - Estadio Huracán, Comodoro Rivadavia
- 30/06/2002 - Estadio Raúl Conti, Puerto Madryn
- 01/07/2002 - Club Real Madrid, Río Grande
- 03/07/2002 - Estadio Andes Talleres, Godoy Cruz
- 05/07/2002 - Estadio Parque de Mayo, San Juan
- 07/07/2002 - María Libre, Buenos Aires
- 09/07/2002 - Teatro Gran Rex, Mendoza
- 10/07/2002 - Viejo Mercado, Río Cuarto
- 12/07/2002 - Estadio Villa Dálmine, Campana
- 14/07/2002 - Estadio Municipal, Comodoro Rivadavia
- 15/07/2002 - Club El Expreso, El Trébol
- 16/07/2002 - Club El Expreso, El Trébol
- 18/07/2002 - Club Bomberos Voluntarios, Bariloche
- 19/07/2002 - Club Vélez Sarsfield, Tres Isletas
- 21/07/2002 - Club Regatas, Corrientes
- 22/07/2002 - Teatro de Verano, Montevideo
- 24/07/2002 - Club All Boys, Santa Rosa
- 25/07/2002 - Club All Boys, Santa Rosa
- 27/07/2002 - Anfiteatro de la Juventud, Formosa
- 28/07/2002 - Estadio Juan Pasquale, Buenos Aires
- 30/07/2002 - Sociedad Rural, Rosario
- 01/08/2002 - Estadio Nuevo Monumental, Rafaela
- 02/08/2002 - Estadio Centro, Chivilcoy
- 04/08/2002 - Anfiteatro Manuel Antonio Ramírez, Posadas
- 06/08/2002 - Estadio Malvinas Argentinas, Los Polvorines
- 08/08/2002 - Estadio Sportivo Belgrano, Córdoba
- 10/08/2002 - Nueva Vecinal Fénix, Río Cuarto
- 12/08/2002 - Anfiteatro Municipal Pedro Carossi, Baradero
- 13/08/2002 - Cemento, Buenos Aires
- 15/08/2002 - Teatro Don Bosco, Bahía Blanca
- 16/08/2002 - Teatro Don Bosco, Bahía Blanca
- 17/08/2002 - Teatro Arpegios, Buenos Aires
- 19/08/2002 - Estadio Monumental José Fierro, Tucumán
- 21/08/2002 - Teatro Coliseo Podestá, La Plata
- 22/08/2002 - Teatro Coliseo Podestá, La Plata
- 24/08/2002 - Club General Belgrano, Santa Rosa
- 26/08/2002 - Club River Plate, Chacabuco
- 28/08/2002 - Plaza Central, Clorinda
- 30/08/2002 - Teatro Tronador, Mar del Plata
- 01/09/2002 - Estadio All Boys, Buenos Aires
- 02/09/2002 - Estadio All Boys, Buenos Aires
- 03/09/2002 - Estadio All Boys, Buenos Aires
- 05/09/2002 - Microestadio Argentino, Quilmes
- 06/09/2002 - Microestadio Argentino, Quilmes
- 08/09/2002 - Estadio La Ciudadela, Tucumán
- 10/09/2002 - Teatro San Martín, Tucumán
- 12/09/2002 - Estadio El Coloso de Ruca Quimey, Cutral Có
- 14/09/2002 - Club Almirante Brown, Arrecifes
- 16/09/2002 - L'étoile, San Carlos Centro
- 18/09/2002 - La Vieja Usina, Córdoba
- 20/09/2002 - Teatro Español, Saladillo
- 22/09/2002 - Estadio Juan Gilberto Funes, San Luis
- 24/09/2002 - Estadio Federación, Jujuy
- 26/09/2002 - Anfiteatro Municipal, Villa Regina
- 28/09/2002 - Teatro Arlequines, Buenos Aires
- 30/09/2002 - Salón Pueyrredón, Buenos Aires
- 02/10/2002 - Centro Municipal de Exposiciones, Buenos Aires
- 03/10/2002 - Centro Municipal de Exposiciones, Buenos Aires
- 05/10/2002 - Teatro Astros, Buenos Aires
- 07/10/2002 - Estadio Luis Maiolino, General Roca
- 09/10/2002 - Club Huracán, Mar del Plata
- 11/10/2002 - Estadio Polideportivo Islas Malvinas, Mar del Plata
- 13/10/2002 - Microestadio Racing Club, Avellaneda
- 14/10/2002 - Microestadio Racing Club, Avellaneda
- 15/10/2002 - Microestadio Racing Club, Avellaneda
- 17/10/2002 - Microestadio Antonio Rotili, Lanús
- 18/10/2002 - Microestadio Antonio Rotili, Lanús
- 19/10/2002 - Microestadio Antonio Rotili, Lanús
- 21/10/2002 - Jesse James, San Justo
- 23/10/2002 - Club Gimnasia y Esgrima, Santa Fe
- 25/10/2002 - Teatro Gran Rex, Buenos Aires
- 26/10/2002 - Teatro Gran Rex, Buenos Aires
- 28/10/2002 - Microestadio Delmi, Salta
- 30/10/2002 - Club Boca Juniors, Río Gallegos
- 01/11/2002 - Sociedad Rural, Junín
- 03/11/2002 - Club Juventud Unida, Gualeguaychú
- 05/11/2002 - Sala San Martín, Villa Constitución
- 07/11/2002 - Estadio Andes Talleres, Godoy Cruz
- 09/11/2002 - Estadio Ruca Che, Neuquén
- 11/11/2002 - Teatro Mayo, San Francisco
- 13/11/2002 - Peteco's, Lomas de Zamora
- 15/11/2002 - Club Ferro Carril Oeste, Merlo
- 17/11/2002 - Flop Discotheque, Villa María
- 19/11/2002 - Teatro Atlas, Villa Gesell
- 21/11/2002 - El Mocambo, Haedo
- 23/11/2002 - Teatro Gran Rivadavia, Buenos Aires
- 25/11/2002 - Anfiteatro de la Juventud, Formosa
- 27/11/2002 - Teatro Sarmiento, San Juan
- 29/11/2002 - Estadio General Paz Juniors, Córdoba

## Formación durante la gira
- Eduardo Ezcurra - Voz (2001-2002)
- Antonio Romano - Guitarra (1995-1998, 1999, 2001-2002, 2011-Actualidad)
- Claudio Strunz - Batería (1995-1998, 1999, 2001-2002, 2011-2021)
- Carlos Kuadrado - Bajo (1995-1998, 1999, 2001-2002, 2011-Actualidad)